# 青野修三
青野 修三（あおの しゅうぞう、1939年10月13日 - ）は、愛媛県今治市（旧・越智郡朝倉村）出身の元プロ野球選手（内野手）。

## 経歴
西条高校では、2年次の1956年にエース・土岐勝敏を擁し、二塁手として甲子園に春夏連続で出場。春の選抜は2回戦で桐生高に敗退するが、夏の選手権は、1回戦で県尼崎高の今津光男の好投に苦しむも1-0で辛勝。これで波に乗り準決勝まで進むが、倉高新始（大毎）のいた平安高に0-1で惜敗。秋の国体にも出場するが、1回戦で米子東高に延長11回敗退。同年の秋季四国大会は1回戦（準決勝）で石川陽造、岡村浩二のバッテリーを擁する高松商に敗退し、3位決定戦でも徳島商の板東英二に完封負けを喫する。3年次の1957年夏は北四国大会準決勝で、後にプロで同僚となる坂出商のエース・安藤元博に完封負けを喫す。
高校卒業後は1958年に立教大学へ進学。東京六大学野球リーグでは1年次の1958年に春秋季連続、2年次の1959年秋季リーグと3度の優勝を経験。同期の丸山完二・寺本勇と共に長嶋茂雄・本屋敷錦吾卒業後のチームを引っ張り、4年次の1961年春季リーグでベストナイン（二塁手）を受賞。リーグ通算48試合出場、159打数43安打、打率.270。
大学卒業後の1962年に東映フライヤーズへ入団すると、同じく新人の岩下光一と二遊間を組み、1年目の開幕戦から8試合連続安打の新人記録を達成するなど、二塁手、2番打者として活躍。規定打席（28位、打率.236）にも到達し、球団史上初のリーグ優勝に貢献した。同年の阪神との日本シリーズでも全7戦のうち4試合に先発出場し、10月20日の第6戦（甲子園）で3安打を放つなど活躍。22打数6安打、2打点を記録して日本一に力を添えた。デビューから5年連続でリーグ最多犠打を放ったほか、2年目の1963年には433補殺を記録し、二塁手としての日本記録を達成。オールスターゲームにも2度選出（1963年、1965年）されるなど、レギュラーとして活躍するが、1967年に大下剛史、1969年には大橋穣が入団。東映内野陣の再編が進み、行き場を失う。
1970年に南海ホークスへ移籍。移籍1年目は古葉竹識や山本忠男と二塁手の定位置を争うが、1971年からは主に代打として起用される。1970年8月6日のロッテ戦（東京）では平岡一郎、1971年6月8日のロッテ戦（大阪）では八木沢荘六から代打満塁本塁打を記録。1973年のリーグ優勝に貢献し、巨人との日本シリーズでは2試合に代打で出場。10月31日の第4戦（後楽園）で江本孟紀、11月1日の第5戦（後楽園）で西岡三四郎の代打に起用され、高橋一三・堀内恒夫から2打数2安打を記録。
1974年にロッテオリオンズへ移籍し、同年限りで現役を引退。この年は18試合出場でたった3安打しか打たなかったが、3安打中2本が本塁打で、4月7日の阪急戦（宮城）で米田哲也、6月25日の近鉄戦（後楽園）で鈴木啓示から放ったものであった。阪急とのプレーオフ、中日との日本シリーズでは出番が無かった。
現役時代から副業に力を入れており、妻はブティックを経営していた。レギュラーから外れた南海時代は試合中、専らベンチ裏で「手形、回るのか。あかん、何日までに回らんと、つぶれる。銀行に行け!」などと、公衆電話で延々と怒鳴っていた。6、7回頃になると、ポマードで髪をガチガチに固めて、ベンチに入った。しかし、選手兼任監督の野村克也は野球そっちのけの青野を代打の切り札として信頼し、代打を必要とする場面で「青野!」と声をかけると、青野は球場に来て初めてバットを手にし、鏡の前で2、3度素振りをする。ここ一番で出番が来ると、計ったように、二塁手の頭上を抜く安打を放った。汗をかくと副業に支障があるのか、バッターボックスに入っても2ストライクになるまで動かず、勝負球を打った。一塁に着くと指示も無いのにベンチに戻り、阪田隆・堀井和人ら代走選手も分かっていたため直ぐに一塁に行った。勝負のかからない場面では「髪形が乱れるから」という理由でヘルメットも被らずに打席に向かうが、ルール上、ヘルメットは必須のため、渋々、頭にちょこんと乗せ、バットを担いだまま、1球も振らずに見逃し三振するなど潔いほどの割り切り方であった。
引退後は大阪・千里で、美術工芸品店「究璃王」を経営。

## 詳細情報

### 年度別打撃成績
| 年 度      | 球 団      | 試 合 | 打 席 | 打 数 | 得 点 | 安 打 | 二 塁 打 | 三 塁 打 | 本 塁 打 | 塁 打 | 打 点 | 盗 塁 | 盗 塁 死 | 犠 打 | 犠 飛 | 四 球 | 敬 遠 | 死 球 | 三 振 | 併 殺 打 | 打 率 | 出 塁 率 | 長 打 率 | O P S |
| ---------- | ---------- | ----- | ----- | ----- | ----- | ----- | -------- | -------- | -------- | ----- | ----- | ----- | -------- | ----- | ----- | ----- | ----- | ----- | ----- | -------- | ----- | -------- | -------- | ----- |
| 1962       | 東映       | 129   | 473   | 399   | 48    | 94    | 19       | 1        | 1        | 118   | 22    | 8     | 6        | 29    | 1     | 37    | 0     | 7     | 72    | 6        | .236  | .311     | .296     | .607  |
| 1963       | 東映       | 149   | 634   | 568   | 61    | 152   | 27       | 4        | 8        | 211   | 47    | 8     | 5        | 28    | 1     | 36    | 0     | 1     | 61    | 15       | .268  | .312     | .371     | .683  |
| 1964       | 東映       | 119   | 496   | 431   | 62    | 117   | 25       | 2        | 6        | 164   | 29    | 3     | 1        | 20    | 4     | 36    | 0     | 5     | 40    | 11       | .271  | .332     | .381     | .712  |
| 1965       | 東映       | 93    | 379   | 335   | 47    | 92    | 8        | 2        | 7        | 125   | 25    | 4     | 1        | 19    | 2     | 20    | 0     | 3     | 44    | 6        | .275  | .319     | .373     | .693  |
| 1966       | 東映       | 126   | 487   | 419   | 55    | 108   | 17       | 2        | 10       | 159   | 32    | 3     | 0        | 27    | 3     | 31    | 0     | 7     | 38    | 12       | .258  | .317     | .379     | .697  |
| 1967       | 東映       | 91    | 327   | 287   | 22    | 78    | 11       | 0        | 3        | 98    | 29    | 4     | 1        | 11    | 5     | 21    | 4     | 3     | 36    | 8        | .272  | .323     | .341     | .664  |
| 1968       | 東映       | 95    | 297   | 259   | 23    | 61    | 10       | 0        | 4        | 83    | 25    | 1     | 6        | 4     | 6     | 26    | 3     | 2     | 20    | 6        | .236  | .304     | .320     | .624  |
| 1969       | 東映       | 24    | 30    | 28    | 0     | 8     | 1        | 0        | 0        | 9     | 0     | 0     | 0        | 0     | 0     | 2     | 0     | 0     | 3     | 0        | .286  | .333     | .321     | .655  |
| 1970       | 南海       | 67    | 170   | 147   | 9     | 40    | 5        | 0        | 2        | 51    | 22    | 0     | 0        | 3     | 4     | 14    | 1     | 2     | 22    | 1        | .272  | .335     | .347     | .682  |
| 1971       | 南海       | 42    | 44    | 38    | 3     | 11    | 1        | 0        | 2        | 18    | 16    | 0     | 0        | 0     | 3     | 2     | 0     | 1     | 3     | 3        | .289  | .318     | .474     | .792  |
| 1972       | 南海       | 50    | 50    | 41    | 0     | 11    | 1        | 0        | 0        | 12    | 7     | 0     | 0        | 1     | 0     | 8     | 2     | 0     | 5     | 1        | .268  | .388     | .293     | .680  |
| 1973       | 南海       | 52    | 52    | 46    | 0     | 10    | 1        | 0        | 0        | 11    | 3     | 0     | 0        | 0     | 0     | 5     | 1     | 1     | 5     | 2        | .217  | .308     | .239     | .547  |
| 1974       | ロッテ     | 18    | 18    | 16    | 2     | 3     | 0        | 0        | 2        | 9     | 5     | 0     | 0        | 0     | 0     | 2     | 0     | 0     | 4     | 1        | .188  | .278     | .563     | .840  |
| 通算：13年 | 通算：13年 | 1055  | 3457  | 3014  | 332   | 785   | 126      | 11       | 45       | 1068  | 262   | 31    | 20       | 142   | 29    | 240   | 11    | 32    | 353   | 72       | .260  | .319     | .354     | .673  |

- 各年度の太字はリーグ最高

### 記録
節目の記録
- 1000試合出場：1973年5月30日 ※史上164人目

その他の記録
- オールスターゲーム出場：2回（1963年、1965年）

### 背番号
- 4（1962年 - 1964年）
- 6（1965年 - 1973年）
- 14（1974年）